# セントラル線
セントラル線 (セントラルせん、英語: Central Line) はロンドン地下鉄の路線の一つで、チューブと呼ばれる地表から深い位置を走るタイプの路線である。ロンドン地下鉄路線図上では赤色に着色されている。

## 概要
大ロンドン西側のイーリングおよびライスリップから、ストラトフォードへロンドン市街地を東西に貫通した後に北東方向へ向かい、M25環状道路の外側、エセックス州エピングを結ぶ、路線延長46マイル（74キロ）49駅（うち地下駅は20駅）を擁する、ロンドン地下鉄の最長路線である。もともと地下鉄で無かった区間を編入した経緯から、地下区間はホワイトシティ駅西方 - レイトン駅東方（ストラトフォード駅構内を除く）と、レイトンストーン駅北方 - ニューベリーパーク駅南方のみであり、比較的地上を走る区間が長い。

1900年にロンドン中心部の鉄道として開通後、まずは西側への延伸が行われ、第二次世界大戦後に近代化が遅れていたロンドン東郊の路線を編入する形で延伸が行われた。現在の運行区間は1949年までに開業している。西方ウェスト・ライスリップ〜デナムの延伸計画は中止され、東方末端のエピング〜オンガーは輸送量が少ないため、1994年に廃止されている。

駅舎は、19世紀末前後のセントラル・ロンドン鉄道時代の建築や、ウェスト・ライスリップ支線・ヘイノールト支線に見られる第二次世界大戦後のモダニズム建築、およびストラトフォード以東がイースト・カウンティ鉄道やグレート・イースタン鉄道だった時代のビクトリア朝の建築などが見られ、その多くは歴史的に重要なものとなっている。

輸送量の面では、2011〜12年には年間2.6億人以上の輸送を行っており、これはロンドン地下鉄各線では最大となっている。また、ピーク時における運行本数は英国で最も多く、1時間あたり34本となっている。

これはセントラル線がロンドンのショッピング街、金融街などを東西に結ぶ唯一の路線であることに起因しており、混雑緩和のため、クロスレール等、セントラル線のバイパスとなる路線が計画されている。

現在は全列車が1993年から投入された1992形の8両編成で運転されており、1996年以降数年をかけて、順次ATOの導入によるワンマン運転に切り替えられた。

## 路線図
車内に掲示されている路線図はロンドン交通局のウェブサイトからダウンロードできる。

## 運行系統
ヘイノールト、ホワイトシティ、ウェストライスリップの3か所に車両基地があり、他にラフトン、ウッドフォードに留置線、デブデン、レイトンストーン、ニューベリーパーク、リヴァプールストリート、マーブルアーチ、ノースアクトン、ノーソルトに折返用の側線、または中線がある。

ウェストライスリップ基地は南側のライスリップガーデンズから、ヘイノールト基地は北側のグレンジヒルからもそれぞれ直接出入庫が可能な配線となっており、それぞれの駅を起終点とする列車が設定されている。

運行系統はイーリングブロードウェイ - ニューベリーパーク - ヘイノールト、ウェストライスリップ - サウスウッドフォード - エピング、ヘイノールト - チグウェル - ウッドフォードの3系統を基本に、上記各駅で折り返す列車が加わる形であるが、朝夕の本数が増える時間帯は上記系統によらない、例えばイーリングブロードウェイ - エピング、ヘイノールト - チグウェル - サウスウッドフォード - ホワイトシティといった区間を運行する列車の設定もある。

なお、ヘイノールト - チグウェル - ウッドフォード間を走行する列車をそのままウッドフォード以南へ乗り入れた場合、編成の向きが逆転してしまうため、この系統のウッドフォード以南への直通は朝夕の一部列車に限定して行われている。

## 歴史
（詳細な歴史については、セントラル・ロンドン鉄道（CLR）も参照）

1889年11月

セントラル・ロンドン鉄道（CLR）により、クイーンズロード（現在のクイーンズウェイ） - キング・ウイリアムストリート間鉄道として計画が発表される。

1892年6月

何度かの計画変更を経て、最終的にシェパーズブッシュ - リバプールストリート間鉄道として「セントラル・ロンドン鉄道法」が国会で承認される。

1900年6月27日

2度の延期を経て、最初の開業区間としてシェパーズブッシュ - バンクが開通。一般営業は7月30日からとなる。当初より直流550V第三軌条式で電化され、当初は電気機関車28両と客車168両が準備される。

シェパースブッシュ、ホランドパーク、ノッティングヒルゲイト、クイーンズロード（現在のクイーンズウェイ）、ランカスターゲート、マーブルアーチ、ボンドストリート、オクスフォードサーカス、トッテナムコートロード、ブリティシュミュージアム、チャンセリーレーン、ポストオフィス（現在のセントポールズ）、バンクの各駅が開業。

1908年5月14日

シェパーズブッシュ - ウッドレーン間延伸。ウッドレーン駅開業。

ウッドレーン駅はシェパーズブッシュ車庫の構内にあり、当駅の開業は同年に開催されたフランコ・ブリティシュ博覧会の観客輸送を目的とするものであった。シェパーズブッシュ - ウッドレーンはループ状の配線となっていた（この名残がホワイトシティ駅構内の右側通行である）。

1912年7月28日

バンク - リバプールストリート間延伸。リバプールストリート駅開業。リバプールストリート駅には前年のアールズコート駅に引き続きエスカレーターが設置され、地下駅としては初のエスカレーター設置駅となる。

1920年8月3日

グレートウェスタン鉄道により建設されたイーンリングブロードウェイ - シェパーズブッシュ間の貨物線へ、シェパーズブッシュ車庫の北端から連絡線を建設し直通運転を行う。イーストアクトン、イーンリングブロードウェイ駅開業。

この乗り入れにあたり、ウッドレーン駅に直通列車用の別ホームを新設した他、イーリングブロードウェイ駅についても、セントラル・ロンドン鉄道専用のホームが設置された。

1923年11月5日

ノースアクトン、ウェストアクトン駅開業。

1933年7月1日

他のロンドンの地下鉄会社と併せて国有化され、ロンドン運輸公社の「セントラル・ロンドン線」となる。

1933年9月24日

ブリティシュミュージアム駅廃止。これは至近のピカデリー線との交点にホルボーン駅が設置されたことに因るもの。

1933年9月25日

ホルボーン駅開業

1935年

リバプールストリートから東進し、グレートイースタン鉄道のストラトフォート - イルフォード間を支障せずにラフトン、ニューベリーパークへの延伸、およびノースアクトン - デナム間のグレートウェスタン鉄道にセントラル・ロンドン線の複線を増設して乗り入れる計画が発表される。

1937年8月23日

現在の名称である「セントラル線」に改称される。

1940年

電化方式がロンドン地下鉄標準の直流630V第4軌条式に変更される。

1946年12月4日

リバプールストリート - ストラトフォード間開業。ベスナルグリーン、マイルエンド、ストラトフォードの各駅が開業。ストラトフォード駅での折り返しはレイトン駅南方のドレイパースフィールドに設置された折り返し線へ回送して行われた。

1947年5月5日

ストラトフォード - レイトンストーンが開業。レイトン、レイトンストーンの各駅が開業。

レイトン - オンガーとウッドフォード - ヘイノールト - ニューベリーパークは元々グレートイースタン鉄道だった区間で、セントラル線の乗り入れ後も引き続き英国国鉄の旅客列車や貨物列車がテンプルミルズ操車場（ストラトフォード駅北方に存在した） - レイトンやニューベリーパーク - イルフォードおよびセブンキングズの連絡線を経由して乗り入れた。

当時、貨物側線がフェアロップ、バーキングサイド、バックハーストヒル、ゼイドンボイス、サウスウッドフォード、ラフトン、ノースウィールド、オンガーの各駅に存在し、1960年代中頃まで貨物列車の運行が行われた他、エピング - オンガーの区間列車用車両の送り込みを兼ね、1970年5月31日まで早朝深夜にリバプールストリート - エピングの旅客列車も運転されていた。

1947年6月30日

デナム延伸区間のうち、ノースアクトン - グリーンフォードが開業。ハンガーレーン、ペリベイル、グリーンフォードの各駅が開業。

1947年11月22日

ウッドレーン駅廃止。

1947年11月23日

ホワイトシティー駅開業

1947年12月14日

レイトンストーン - ウッドフォード、レイトンストーン - ニューベリーパークが開業。

前者は元グレートイースタン鉄道の区間を電化、乗り入れ対応を図った区間、後者はチューブ規格で新設された地下線である。

スネアズブルック、サウスウッドフォード、ウッドフォード、ワンステッド、レッドブリッジ、ガンツヒル、ニューベリーパークの各駅開業。

1947年

ニューベリーパーク - イルフォードの英国国鉄連絡線が廃止。

1948年5月31日

ニューベリーパーク - ヘイノールト間開業。バーキングサイド、フェアロップ、ヘイノールトの各駅開業。

1948年11月21日

グリーンフォード - ウェストライスリップ間開業。ノーソルト、サウスライスリップ、ライスリップガーデンズ、ウェストライスリップ開業。ウェストライスリップ - デナムの延伸は行われないまま計画中止となった。

同日、ウッドフォード - ヘイノールト間、およびウッドフォード - ラフトン間開業。ロッディングバレー、チグウェル、グレンジヒル、バックハーストヒル、ラフトンの各駅開業。

1949年9月25日

ラフトン - オンガー間開業。デブデン、ゼイドンボイス、エピング、ノースウィールド、ブレイクホール、オンガーの各駅開業。但しエピング - オンガーは1957年の電化まで蒸気列車による運転であった。

1956年

ニューベリーパーク - セブンキングズの英国国鉄連絡線が廃止。

1957年11月18日

エピング - オンガー間電化。

電化後も、ホーム延長や給電能力の関係で、ロンドン中心部から直通列車を運転することは出来なかった。

1970年5月以降

テンプルミルズ操車場 - レイトンの英国国鉄連絡線が廃止。

1981年10月31日

ブレイクホール駅廃止。

1994年9月30日

エピング - オンガーが廃止。末期は朝夕に数本のみの運転であった。

## 画像

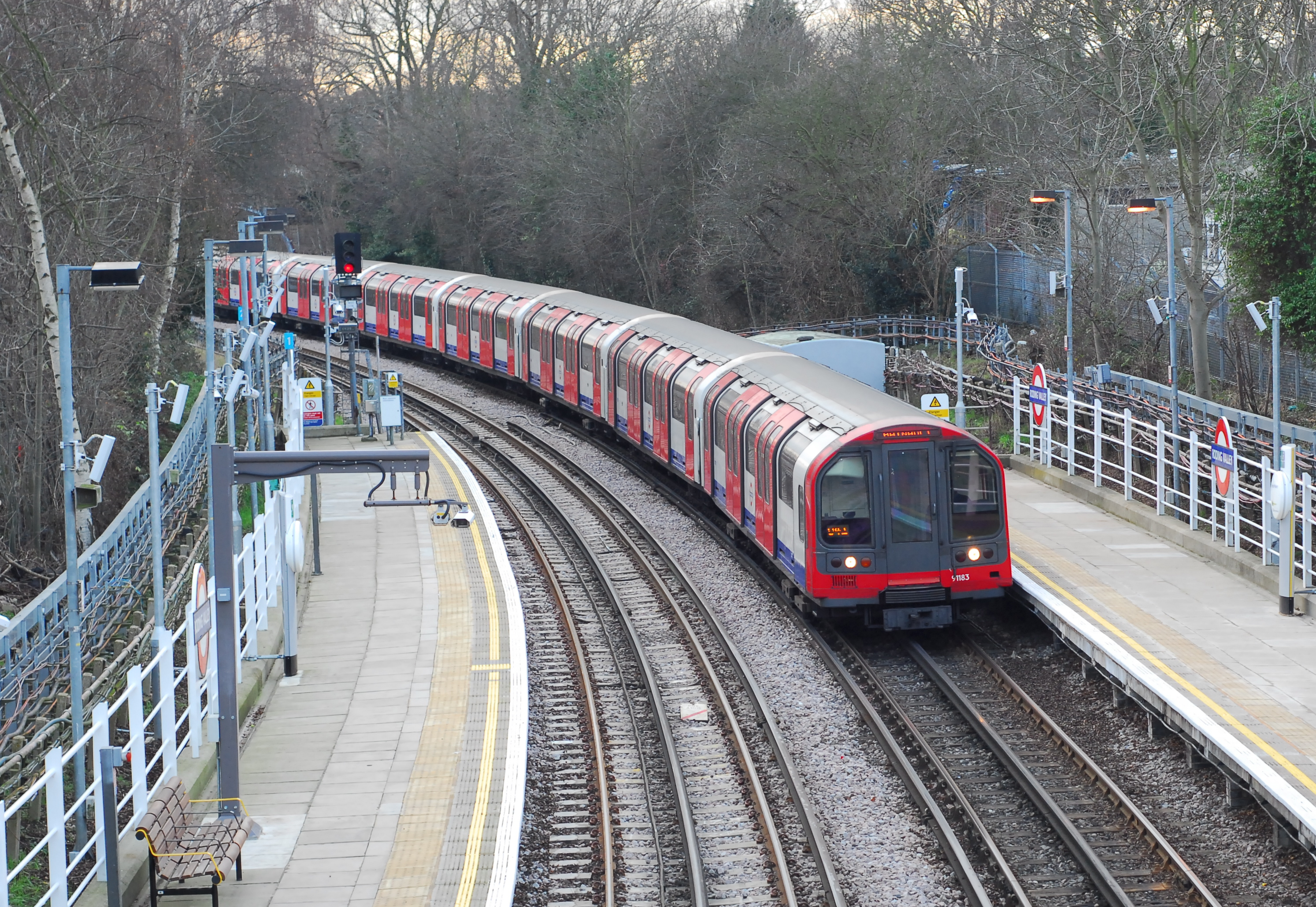
1992形電車

| スタブアイコン | サブスタブ | この項目は、まだ閲覧者の調べものの参照としては役立たない、鉄道に関連した書きかけの項目です。この項目を加筆・訂正などしてくださる協力者を求めています（P:鉄道/PJ:鉄道）。 |